# Bronzos vargánya
A bronzos vargánya (Boletus aereus) a tinórufélék családjába tartozó, meleg lomberdőkben élő, ehető gombafaj.

## Megjelenése
A bronzos vargánya kalapja 5-20 (30) cm átmérőjű, alakja kezdetben félgömszerű, majd domborúvá terül ki. Széle nagyon húsos, sokáig aláhajló. Felszíne fiatalon molyhos-nemezes, később sima. Színe sötétbarna, feketésbarna, foltosan bronzszínű beütésekkel. Húsa fiatalon kemény, később puha; színe fehér, vágásra nem változik. Íze és szaga jellemző, kellemes gombaíz, illetve -illat. 
Termőrétege lyukacsos, a pórusok szűkek. Színük fiatalon fehéres vagy szürkésfehér, amely idővel sárgává, zöldessárgává válik és nyomásra, vágásra borvörösen színeződik. 
Spórapora olívabarna. Spórája elliptikus-orsó alakú, sima, mérete 13-16 x 4-5,5μm.
Tönkje 5-15 cm magas és 5-10 cm vastag. Alakja vaskos, hasas, ritkábban hengeres. Színe barnás, felső részén világosabb és a felső harmadban sűrű, hálózatos minta borítja.

### Hasonló fajok
Hasonlít hozzá a zsíros, tapadós tapintású ízletes vargánya és vörösbarna vargánya, valamint a szintén molyhos kalapú, de világosabb és egységesen barnás nyári vargánya. Ezek a gombák ehetőek. Esetleg az ehetetlen epeízű tinóruval lehet még összetéveszteni.

## Elterjedése és termőhelye
Európában (inkább annak középső és déli részein) és Észak-Afrikában honos. Magyarországon nem ritka.
Meleg lomberdőkben található meg, ahol különböző fafajokkal (tölgy, bükk, gesztenye stb.) alkot gyökérkapcsoltságot. Nyáron és ősszel terem. 
Jóízű, ehető gomba.

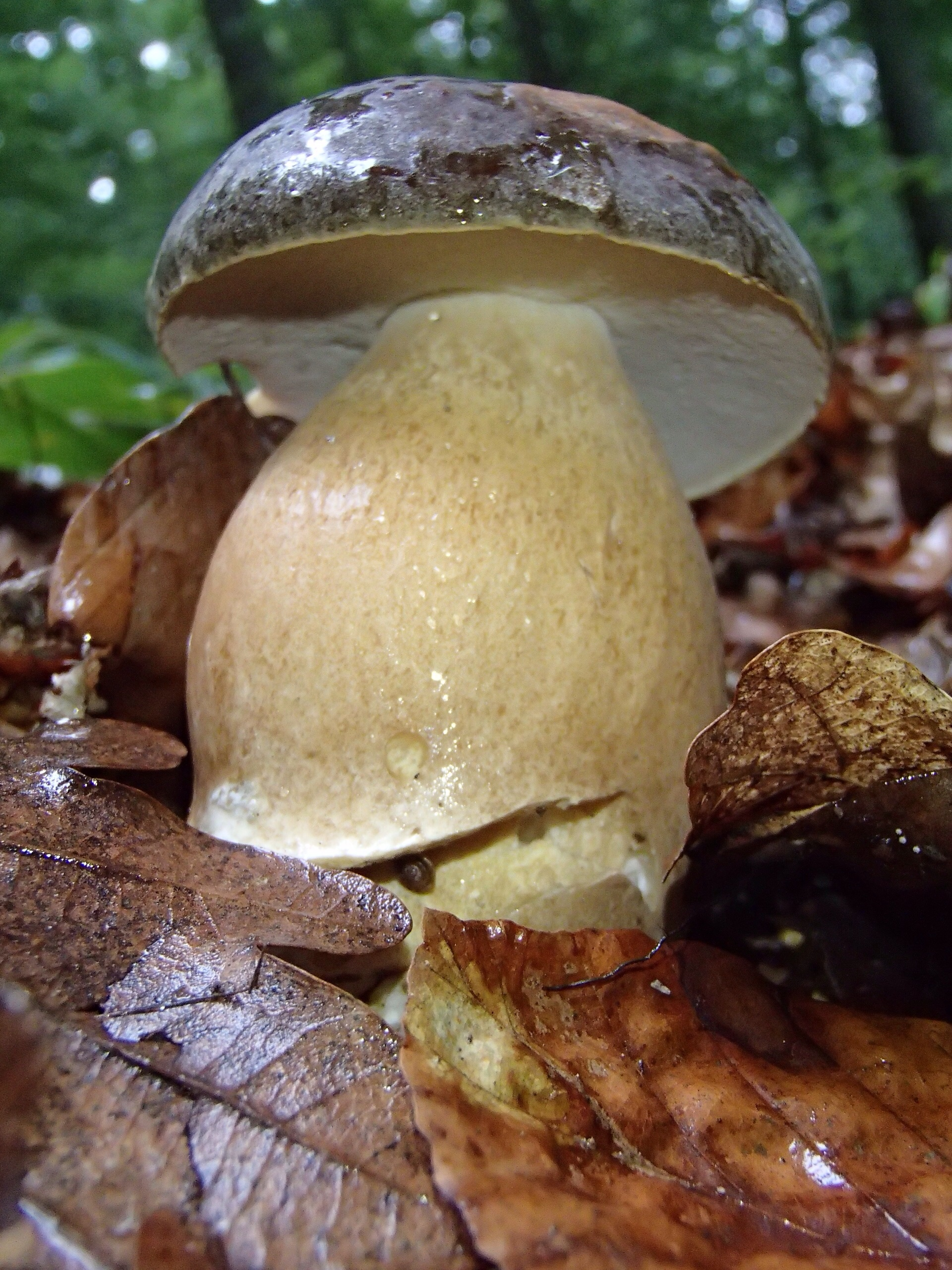
Bronzos vargánya
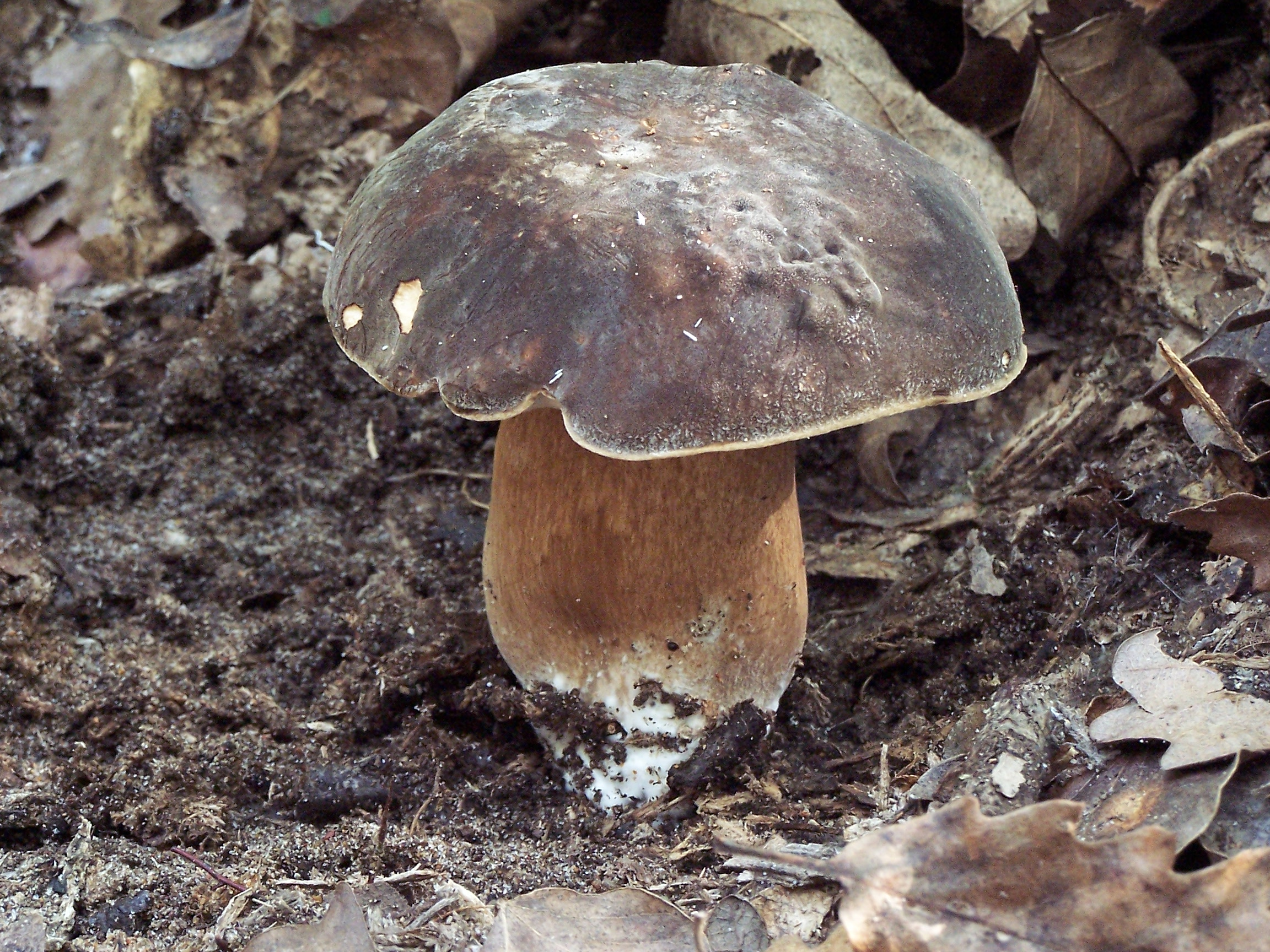
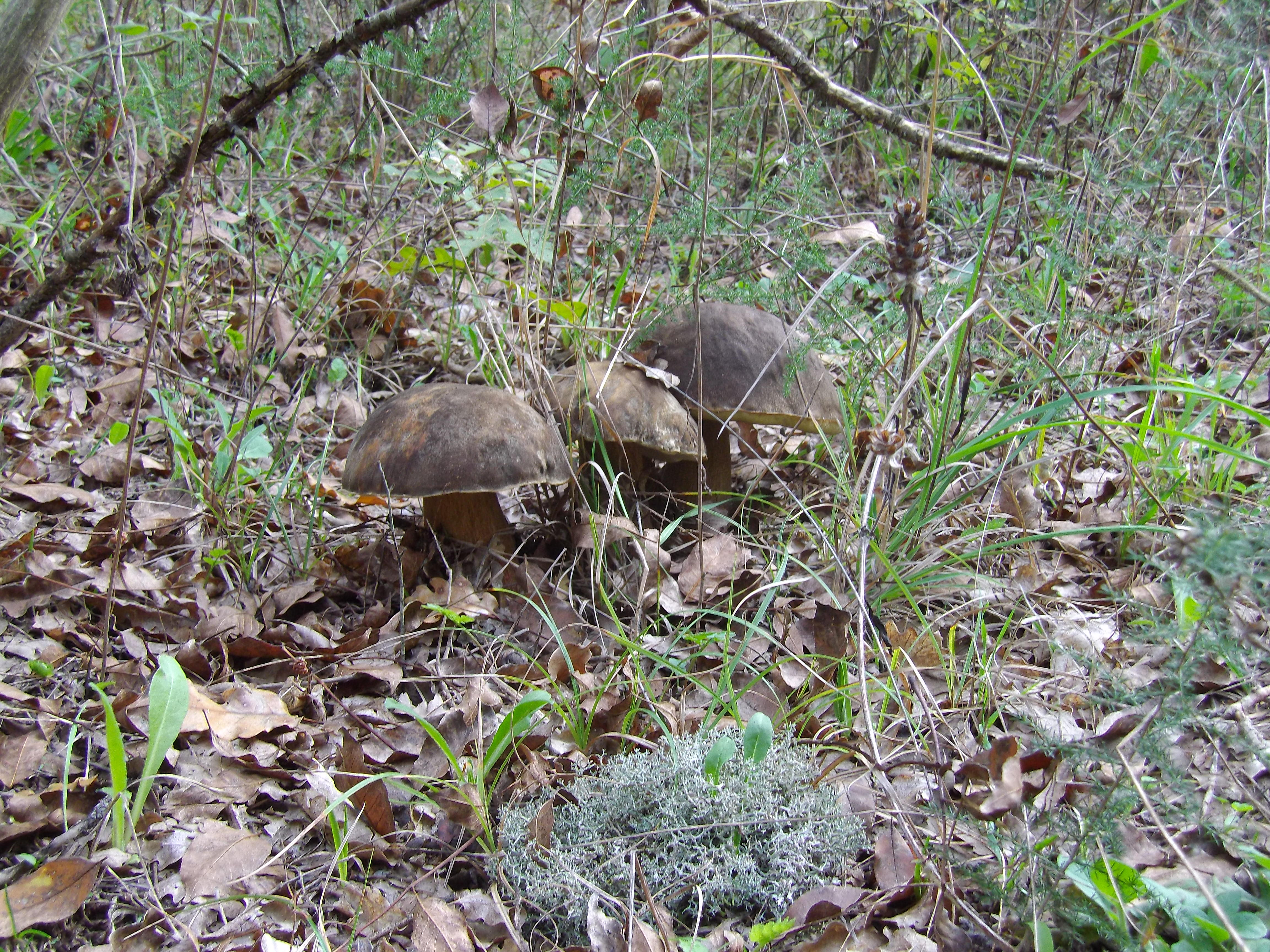
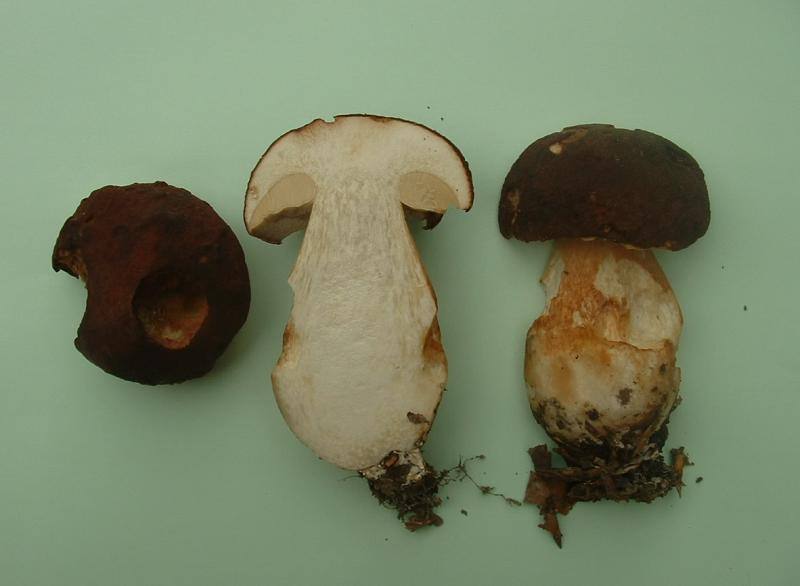
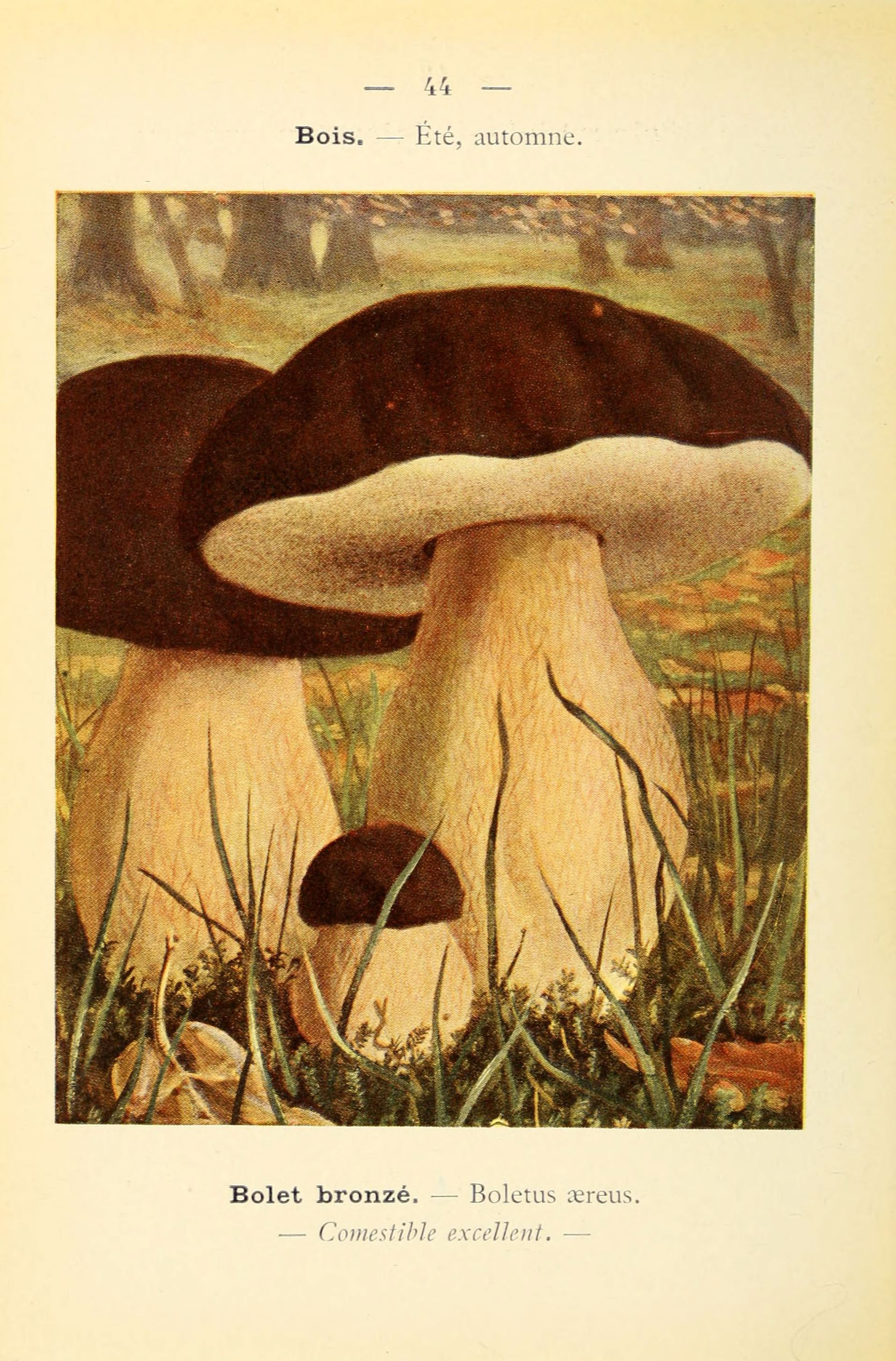
Ábrázolása egy francia gombakönyvben (1912)